# Рыжик настоящий
Ры́жик настоя́щий (лат. Lactarius deliciosus, «млечник деликатесный») — съедобный гриб рода Млечник (Lactarius) семейства Сыроежковые (Russulaceae).

## Описание

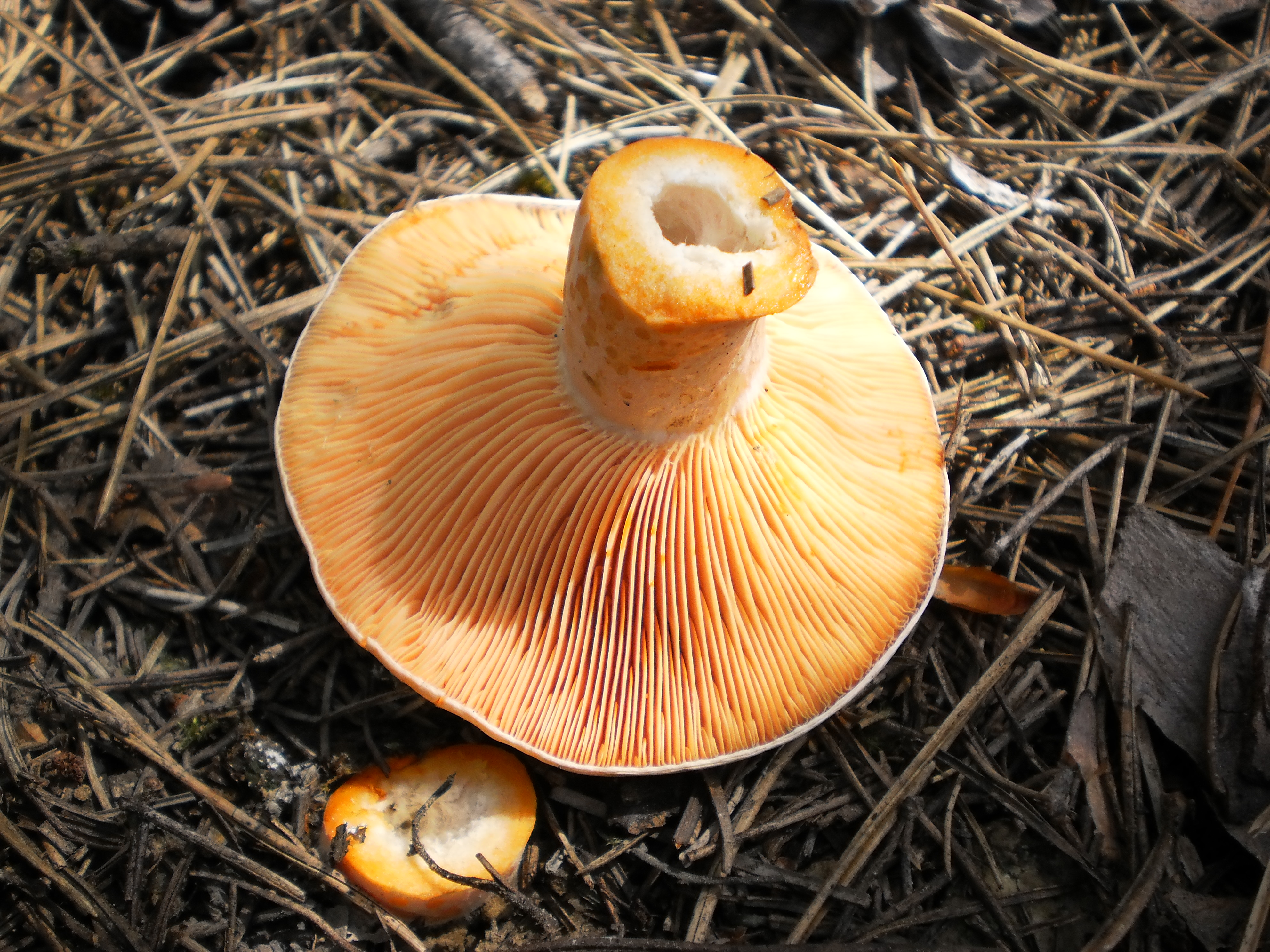
Свежий срез рыжика

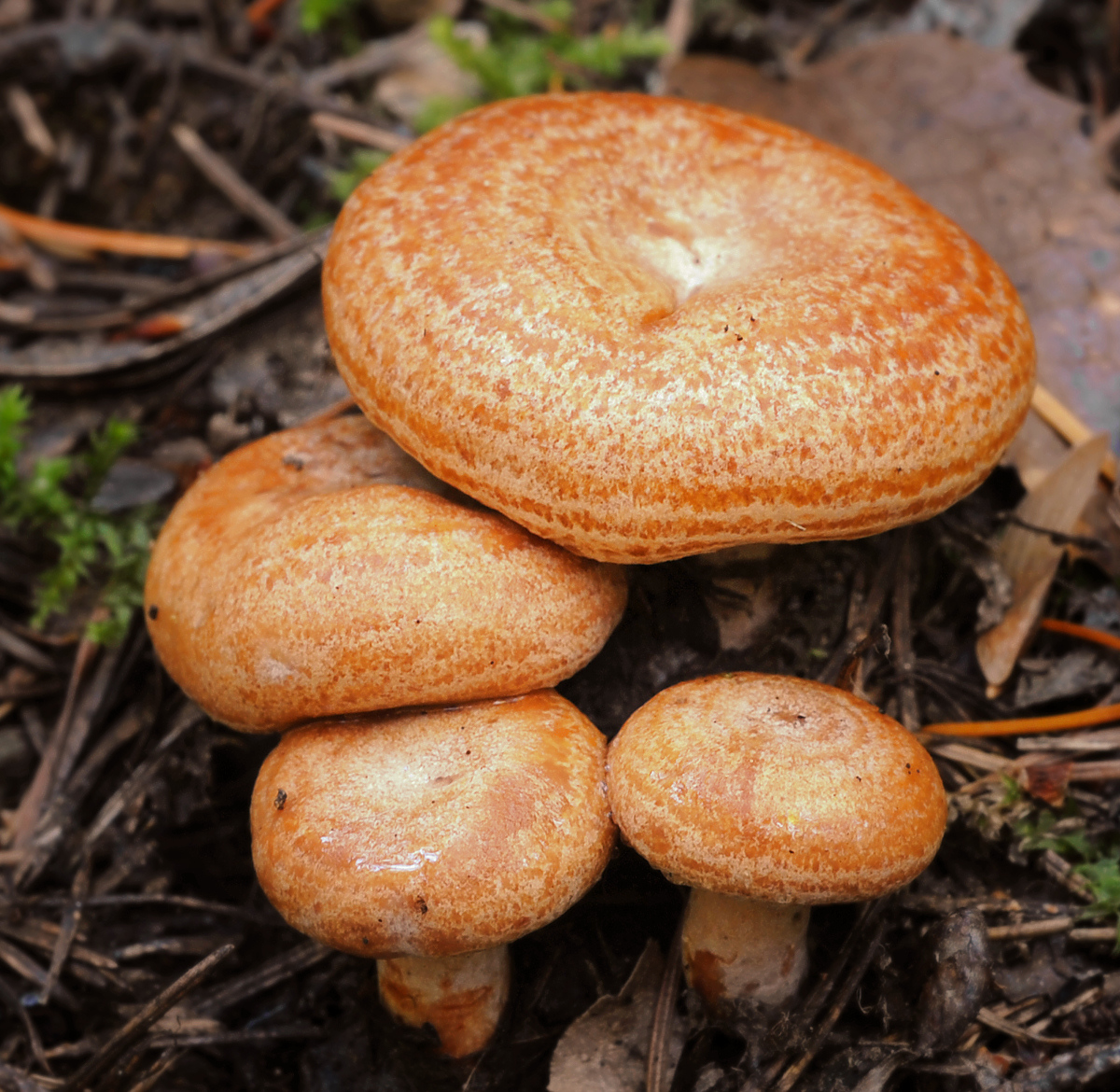
Молодые плодовые тела

- Шляпка ∅ 4—18 см, сначала выпуклая, затем распрямляющаяся и становящаяся воронкообразной, с завёрнутыми, позднее распрямляющимися краями, иногда с небольшим бугорком в центре, гладкая, блестящая, клейкая в сырую погоду, оранжевого цвета с более тёмными концентрическими кольцами и пятнами.
- Пластинки частые, тонкие, раздвоенные, слабо нисходящие по ножке, оранжево-красные, от надавливания зеленеют.
- Споровый порошок жёлтый.
- Ножка ∅ 1,5—2 см, 3—7 см в высоту, одного цвета со шляпкой или светлее, цилиндрическая, ровная, сужающаяся к основанию, полая. Поверхность покрыта небольшими ямками.
- Мякоть плотная, желтовато-оранжевая, на изломе зеленеющая.
- Млечный сок обильный, густой, оранжевого цвета, с фруктовым ароматом, сладковатый, на воздухе зеленеет.

### Изменчивость
Цвет шляпки варьирует от желтовато-охристого до тёмно-оранжевого. Ножка бывает покрыта пушком. Мякоть на изломе приобретает зелёную окраску, которая вскоре исчезает.

## Экология и распространение
Часто встречается в сосновых и еловых лесах, группами, в траве и во мху.
Сезон: июль-октябрь. Массово — в конце июля и конце августа — начале сентября.

## Сходные виды
- Другие рыжики
- Рыжик еловый

## Синонимы

### Латинские синонимы
- Agaricus deliciosus L., 1753basionym
- Galorrheus deliciosus (L.) P. Kumm., 1871
- Lactifluus deliciosus (L.) Kuntze, 1891
- Agaricus lactifluus var. deliciosus (L.) Pers.

### Русские синонимы
- Рыжик
- Рыжик сосновый
- Рыжик обыкновенный
- Рыжик деликатесный
- Рыжик боровой
- Рыжик благородный
- Рыжик осенний

## Значение и применение

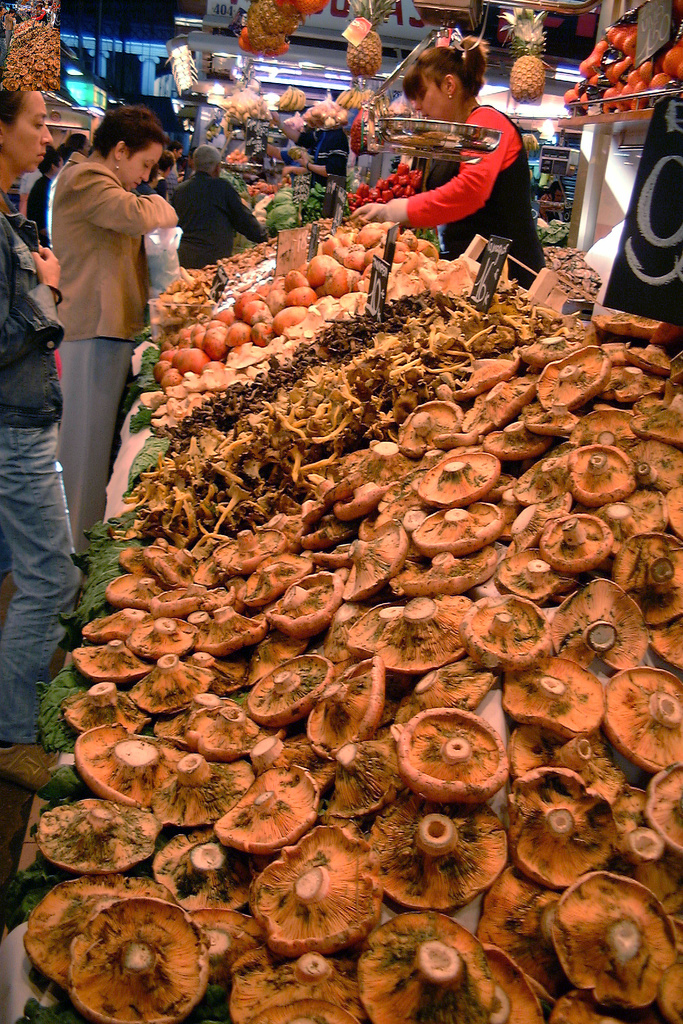
Рыжики на рынке в Барселоне, Испания

Рыжик — ценный съедобный гриб, используемый в солёном или маринованном виде; реже употребляется свежим.
Вопреки распространённому мнению, рыжик пригоден и для сушки, при которой сохраняет аромат и типичный вкус Сушёные рыжики можно использовать, например, в виде грибного порошка, и даже добавлять в кофе.
Поедается крупным рогатым скотом и северным оленем (Rangifer tarandus). По наблюдениям в Кабардино-Балкарии поедается западнокавказским туром (Capra caucasica).
Из рыжика настоящего и близкого к нему рыжика красного (Lactarius sanguifluus) выделен антибиотик лактариовиолин, подавляющий развитие многих бактерий, в том числе возбудителя туберкулёза.
| Что анализировалось | Воды (в %) | От абсолютного сухого вещества в % | От абсолютного сухого вещества в % | От абсолютного сухого вещества в % | От абсолютного сухого вещества в % | От абсолютного сухого вещества в % | От абсолютного сухого вещества в % | От абсолютного сухого вещества в % |
| Что анализировалось | Воды (в %) | белка                              | жира                               | маннита                            | сахара                             | золы                               | клетчатки                          | БЭВ                                |
| ------------------- | ---------- | ---------------------------------- | ---------------------------------- | ---------------------------------- | ---------------------------------- | ---------------------------------- | ---------------------------------- | ---------------------------------- |
| Ножка               | 90,17      | 34,28                              | 5,74                               | 13,74                              | 0,88                               | 7,12                               | 31,43                              | 6,81                               |
| Шляпка              | 89,99      | 38,12                              | 7,37                               | 12,91                              | 1,49                               | 8,14                               | 27,42                              | 4,55                               |